# Stenocercus empetrus
Stenocercus empetrus — вид ігуаноподібних ящірок родини Tropiduridae. Ендемік Перу.

## Поширення і екологія
Stenocercus empetrus мешкають на східних схилах Західного хребта Перуанських Анд та в західній частині долини Мараньйону, між 6° і 8° південної широти, в регіонах Кахамарка і Ла-Лібертад. Вони живуть у вологих високогірних чагарникових заростях, серед каміння і скельних виступів, на висоті від 2650 до 3200 м над рівнем моря.